# Borstbeeld van Hendrik Sylvester
Het borstbeeld van Hendrik Sylvester van de kunstenaar Jules Brand-Flu staat op het Pater Weidmannplein aan de Dr. Sophie Redmondstraat, dicht bij de kruising met de Frederik Derbystraat in Paramaribo, Suriname.
Het borstbeeld werd begin maart 2025 gestolen.

## Hendrik Sylvester
Hendrik Sylvester (1933-1999) was bij elkaar dertig jaar vakbondsleider, waaronder twee decennia als voorzitter van de vakfederatie CLO. Hij was twee maal parlementslid: van 1973 tot 1977 in de Staten van Suriname voor Partij Nationalistische Republiek (PNR) en van 1991 tot 1996 in De Nationale Assemblée voor de mede door hem opgerichte Surinaamse Partij van de Arbeid (SPA).

## Onthulling
Het borstbeeld werd op 25 maart 2014 onthuld door vicepresident Robert Ameerali met vertegenwoordigers van de SPA en verschillende vakbonden. Samen verwijderden ze een bundel doeken in de kleuren wit, zwart en rood. Vanaf zijn sokkel kijkt Sylvester naar de overkant van de straat waar het standbeeld van Fred Derby staat. Het beeld werd gefinancierd door de Surinaamse regering voor een bedrag van ongeveer veertig duizend euro.
Niet alle vertegenwoordigers van de vakbond waren aanwezig, evenmin als de familie Sylvester. Ook oud-Statenvoorzitter Emile Wijntuin liet verstek gaan. Hij was er niet over te spreken dat de organisator van het beeld, Ronald Hooghart, in de uitnodiging niet gerept had over pater Jozef Weidmann, naar wie het plein genoemd is en van wie daar prominent een beeld staat. Wijntuin had veel respect voor Weidman gehad en was van mening dat Hooghart dit bewust gedaan zou hebben. In november 2022 werd ook het standbeeld van Cyrill Daal naar het plein verhuisd, waardoor er nu drie beelden van vakbondsleiders staan.

## Plaquette
Op de sokkel staat een plaquette met de tekst:
| Hendrik G. Sylvester * 4 juni 1933 † 25 maart 1999 Voorzitter van CLO 1980-1999 Dit borstbeeld werd onthuld door het CLO-Bestuur en de regering van de Republiek Suriname op dinsdag 25 maart 2014 |